# Michael Schulz
Michael Schulz (Witten, 3 settembre 1961) è un ex calciatore tedesco, di ruolo difensore.

## Carriera

### Giocatore

#### Club
Cresce calcisticamente tra le file del Kaiserslautern, con cui esordisce nella Bundesliga nella stagione 1987-1988. Dopo due annate viene acquistato dal Borussia Dortmund, vestendone la casacca fino al 1994, anno in cui viene ceduto al Werder Brema.
Dopo altri tre campionati nella massima serie tedesca, nel 1997 conclude la propria carriera da calciatore.

#### Nazionale
Vince una medaglia di bronzo alle Olimpiadi 1988 con la Nazionale Olimpica Tedesca. In seguito disputa sette incontri con la Nazionale maggiore,  prendendo parte al Campionato europeo di calcio 1992.

## Palmarès

### Club

#### Competizioni nazionali
- Supercoppa di Germania: 2

Borussia Dortmund: 1989
Werder Brema: 1994

### Nazionale
- Bronzo olimpico: 1

Seul 1988